# Changing Street
Changing Street är en EP av Martin Almgren från 2017 utgiven på Universal Sweden. Albumet är 22 minuter och 37 sekunder långt.

## Låtar
| Nr           | Titel                  | Längd |
| ------------ | ---------------------- | ----- |
| 1.           | Portland               | 3:52  |
| 2.           | Did you do it for love | 3:13  |
| 3.           | By my side             | 3:40  |
| 4.           | Changing street        | 3:38  |
| 5.           | Go be a man            | 3:24  |
| 6.           | Saturday shine         | 4:50  |
| Total längd: | Total längd:           | 22:37 |